# Стів Ґен
Стів Ґен (англ. Steve Gan), справжнє ім'я — Сантос С. Ґен (англ. Santos S. Gan; нар. 22 травня 1945) — філіппінський художник коміксів, інкер, китайського походження. Найбільш відомий створенням персонажів коміксів американського видавництва Marvel Comics Зоряного Лицаря й Черепа-вбивці, а також Пендея, у співпраці з Карло Дж. Капарасом для видавництва Ace Publications.

## Біографія
Сантос С. Ґен народився 22 травня 1945 року. Він згодом змінив своє ім'я на «Стів» на знак захоплення Стівом Дітко. Ґен вивчав архітектуру в Технологічному інституті Мапуа, а пізніше працював художником в індустрії коміксів на Філіппінах.
Саме як Стів Ґен отримав величезний успіх, малюючи для американського видавництва коміксів Marvel Comics, надсилаючи роботи через свого американського агента, філіппінського художника коміксів Тоні Дезуніґу. 1974 року Ґен почав малювати для Marvel Comics і долучився до їхньої лінійки чорно-білих журналів, зокрема Savage Tales та Dracula Lives. Він був співавтором Зоряного Лицаря та Черепа-вбивці разом з письменниками Стівеном Енґлгартом та Марвом Вульфманом відповідно. Ґен був високо оцінений за свою роботу над обома коміксами про Конана — Conan the Barbarian і Savage Sword of Conan з 1974 по 1979 рік.
Ґен недовго працював у видавництві Warren Publishing на початку 1980-х років. Після відходу з індустрії коміксів він став дизайнером макетів і художником розкадровки в галузі анімації. Після виходу фільму «Вартові галактики» у 2014 році Ґен отримав як згадку у титрах до фільму, так і роялті за співавторство у створенні Зоряного Лицаря.

## Особисте життя
Ґен одружений і має трьох дітей. Він припинив малювати комікси у 2002 році, Виступаючи на конвенції у 2014 році, він говорив про те, що відійшов від малювання в медіа 12 років тому.

### Marvel Comics
- Conan the Barbarian #58–63 (1976)
- Deadly Hands of Kung Fu #16 (1975)
- Dracula Lives #12–13 (1975)
- Marvel Premiere #28 (1976)
- Marvel Preview #4 (Star-Lord), 19 (Solomon Kane) (1976–1979)
- Savage Sword of Conan #1, 5, 13, 25, 51 (1974–1979)
- Savage Tales #6–9, 11–12 (1974–1975)
- Skull the Slayer #1–3, 6 (1975–1976)
- Tarzan Annual #1 (1977)

### Warren Publishing
- Creepy #122, 134–135 (1980–1982)